# Paolo Bergamo

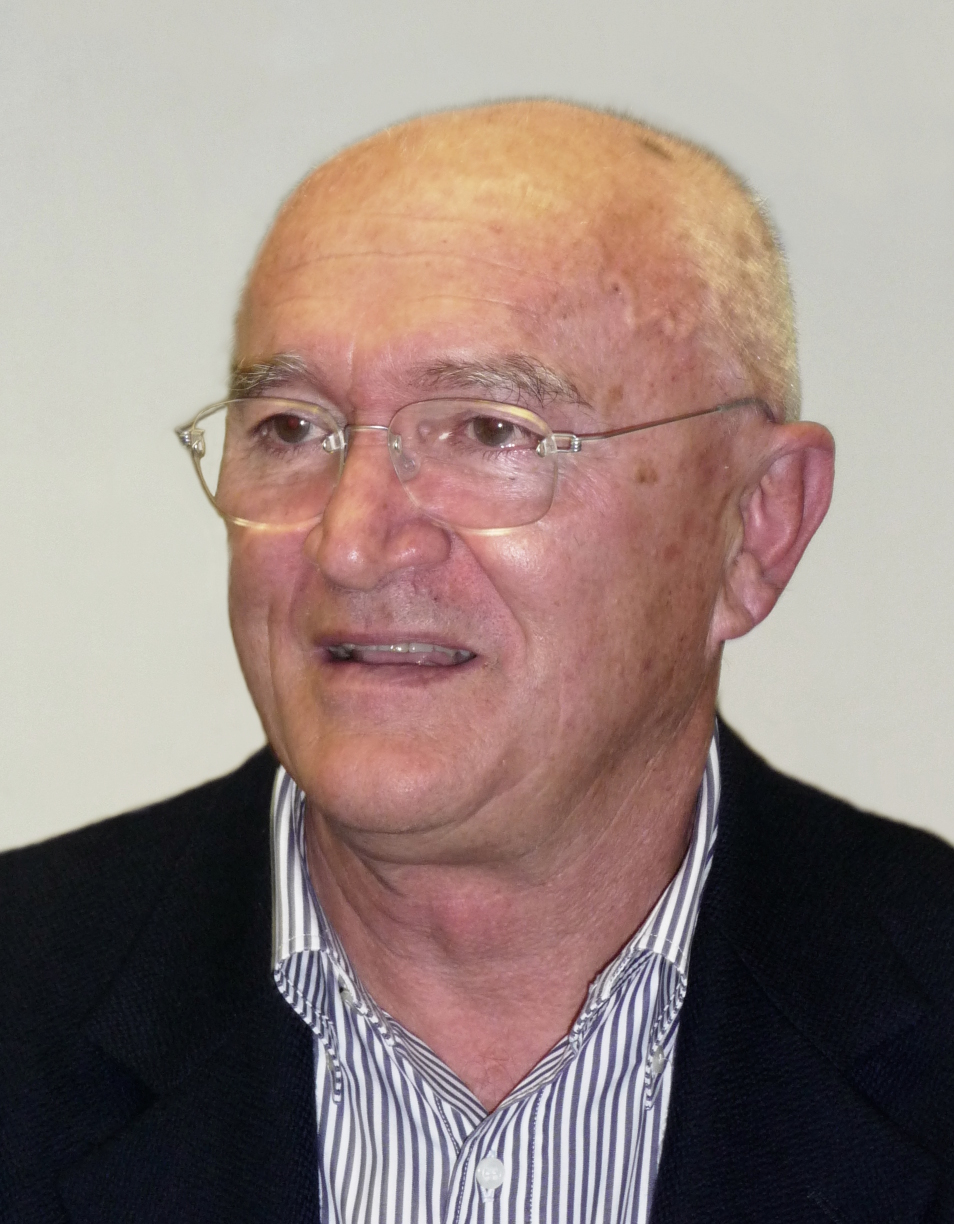
Paolo Bergamo

Paolo Bergamo (* 21. April 1943 in Collesalvetti) ist ein ehemaliger italienischer Fußballschiedsrichter.
Bergamo pfiff ein Spiel bei der Fußball-Europameisterschaft 1984 in Frankreich, das Halbfinale zwischen Frankreich und Portugal, wobei er vier Gelbe Karten zeigte. 
Als Schiedsrichterboss in Italien war er in den Fußball-Skandal in Italien 2005/06 verwickelt und trat am 4. Juli 2006 aufgrund dieses Skandals von seinem Amt zurück.